# Andrew Drevo
Andrew Drevo, né le 4 mars 1981, à Lincoln, au Nebraska, est un ancien joueur américain de basket-ball. Il évolue aux postes d'ailier fort et de pivot.